# Jean-François Le Forsonney
Jean-François Le Forsonney, né à Rabat le 5 juillet 1949 et mort à Paris (16e) le 21 décembre 2009, est un avocat français.

## Biographie
Sa famille rentre en France et s'installe à Marseille en juin 1964. Jean-François fait des études de droit à Aix-en-Provence en vue de devenir avocat. Il prête serment le 11 décembre 1972 puis s'inscrit au barreau de Marseille. À l'issue de la conférence du stage, il est embauché par le cabinet de Me Paul Lombard.
Quand il est commis d’office pour assurer la défense de Christian Ranucci, son patron le convainc d’accepter. Ayant assisté à l'exécution du condamné, il va consacrer une bonne partie de son temps à tenter de faire réhabiliter ce guillotiné encore plus jeune que lui et multiplie à cet effet articles de presse et entretiens radiophoniques et télévisés, mais les diverses requêtes en révision qu'il dépose sont toutes rejetées.
En 1978, Gilles Perrault publie Le Pull-over rouge, best-seller suivi d'un film de Michel Drach dont la projection en salle va provoquer de violents incidents. À l'occasion du tournage de ce film, en juillet et août 1979, il est conseiller technique « à titre gracieux ». Son personnage, renommé Laffont, est incarné à l'écran par l'acteur Régis Porte.
Célèbre bien malgré lui, Jean-François devient avocat d'affaires, spécialisé dans le show-biz dont il adopte le style de vie. Parmi ses clients, il compte des personnalités comme Raymond Devos, Yves Mourousi et Jean-Luc Hees, ainsi que d'autres journalistes,. Il gère également des dossiers de droit social. Déjà inscrit au barreau de Marseille, il ouvre un second cabinet à Paris. Il est également, à deux reprises, avocat de l'Olympique de Marseille.
Pour tenter d'exorciser la peine qu'il a ressentie à la suite de l'exécution de Ranucci et l'horreur que lui inspire la peine de mort, il publie en 2006 Le fantôme de Ranucci, livre qui montre, de l’intérieur, les coulisses du procès.
Cédric Anger, réalisateur et ami proche, fait appel à lui pour sa connaissance du milieu judiciaire, ce qui l'amènera à jouer de petits rôles dans Le Tueur (2007) et L'Avocat (diffusé en mars 2011).
Il meurt le 21 décembre 2009 à son domicile dans le 16e arrondissement de Paris. Ses obsèques ont lieu à Saint-Cloud où il est inhumé.

## Ouvrages écrits et coécrits par Jean-François Le Forsonney
- Avec Gilles Perrault, Héloïse Mathon, Jean-Denis Bredin, Daniel Soulez Larivière : Christian Ranucci – Vingt ans après, Paris, Julliard, 1995[8].
- Le fantôme de Ranucci – Ce jeune condamné qui me hante, Neuilly-sur-Seine, Michel Lafon, 2006[9].